# Lazare Ponticelli
Lazare Ponticelli (nascido Lazzaro Ponticelli; Bettola, 24 de dezembro de 1897 – Le Kremlin-Bicêtre, 12 de março de 2008), Cavaleiro de Vittorio Veneto, foi, aos 110 anos, o último veterano da França oficialmente reconhecido que lutou na Primeira Guerra Mundial e o último poilu (soldado das trincheiras) a falecer.
Nascido na Itália, ele viajou sozinho para a França aos oito anos de idade. Aos 16, mentiu sobre sua idade para se alistar no Exército francês no início da guerra em 1914, antes de ser transferido contra sua vontade para o Exército italiano no ano seguinte. Após a guerra, retornou a Paris, onde ele e seus irmãos fundaram a empresa de tubulações e metalurgia Ponticelli Frères (Irmãos Ponticelli), que forneceu suprimentos para os esforços da Segunda Guerra Mundial e, até 2024, ainda estava em operação. Ele também colaborou com a Resistência Francesa contra os nazistas.
Ponticelli era o homem mais velho de origem italiana e o mais idoso vivendo na França na época de sua morte. Todo Dia do Armistício, até 2007, ele participava de cerimônias em homenagem aos veteranos falecidos. Em seus últimos anos, criticou a guerra e guardava suas condecorações da Primeira Guerra em uma caixa de sapatos. Embora se considerasse indigno do funeral de Estado oferecido pelo governo francês, acabou aceitando. No entanto, pediu que o cortejo enfatizasse os soldados comuns que morreram no campo de batalha. O presidente francês Nicolas Sarkozy honrou seu desejo e dedicou uma placa a eles durante a cerimônia.